# Communauté de communes de la Croix blanche
Pour les articles homonymes, voir Croix-Blanche (homonymie).
La communauté de communes de la Croix blanche est une ancienne communauté de communes française, située dans le département des Hautes-Pyrénées et la région Midi-Pyrénées. Son nom vient de la Croix Blanche d'Ossun-ez-Angles.

## Historique
Créée le 22 décembre 1998 elle fusionne avec la communauté de communes de Castelloubon et prend le nom de communauté de communes du Montaigu le 1er janvier 2014.

## Communes adhérentes
Elle était composée des communes suivantes :
| Nom                        | Code Insee | Gentilé     | Superficie (km2) | Population (dernière pop. légale) | Densité (hab./km2) |
| -------------------------- | ---------- | ----------- | ---------------- | --------------------------------- | ------------------ |
| Arrodets-ez-Angles (siège) | 65033      | Arrodetiens | 4,79             | 111 (2014)                        | 23                 |
| Arrayou-Lahitte            | 65247      | Lahittois   | 4,81             | 112 (2014)                        | 23                 |
| Gez-ez-Angles              | 65203      | Gézois      | 2,37             | 31 (2014)                         | 13                 |
| Ossun-ez-Angles            | 65345      | Ossunois    | 2,14             | 44 (2014)                         | 21                 |

## Sources
- Le SPLAF (Site sur la Population et les Limites Administratives de la France)
- La base ASPIC